# Dicycla ferruginago
Dicycla ferruginago là một loài bướm đêm trong họ Noctuidae.